# 청주시 갑
청주시 갑은 대한민국의 옛 국회의원 선거구이다. 당시 충청북도 청주시 일부 지역을 관할했다.

## 역사
대한민국 제13대 국회의원 선거를 앞두고 청주시·청원군 선거구에서 분리되어 신설되었다. 이 과정에 무심천 이동 지역은 청주시 갑 선거구로, 무심천 이서 지역은 청주시 을 선거구로 획정되었다.
1995년 1월 1일을 기해 청주시에 구제가 실시되면서 상당구가 신설되었다. 이에 대한민국 제15대 국회의원 선거를 앞두고 청주시 갑 선거구가 청주시 상당구 선거구로 개편되었다.

## 역대 국회의원
| 선거   | 정당 | 정당       | 의원   |
| ------ | ---- | ---------- | ------ |
| 1988년 |      | 민주정의당 | 정종택 |
| 1992년 |      | 통일국민당 | 김진영 |

## 역대 선거 결과

### 대한민국 제13대 국회의원 선거
|  | 37.03% |

|  | 30.59% |

|  | 28.48% |

|  | 3.89% |

### 대한민국 제14대 국회의원 선거
|  | 35.58% |

|  | 33.16% |

|  | 22.15% |

|  | 5.21% |

|  | 3.88% |